# Billet de 5 000 dongs
 (septembre 2023).
 (septembre 2023).
Le contenu est difficilement compréhensible vu les erreurs de traduction, qui sont peut-être dues à l'utilisation d'un logiciel de traduction automatique.
5 000 VND (monnaie vietnamienne) (vietnamien : 5000 đồng) est la 7ème plus grande valeur nominale du système monétaire, la plus grande monnaie papier actuellement en circulation. La pièce a été émise le 15 janvier 1993 (le numéro imprimé sur les pièces populaires est 1991 comme année de production).

## Information
| Dénominations | Taille      | Couleur principale | Description | Description                                | Description    | Libéré |
| Dénominations | Taille      | Couleur principale | Devant      | Arrière                                    | Type de papier | Libéré |
| ------------- | ----------- | ------------------ | ----------- | ------------------------------------------ | -------------- | ------ |
| 5000 ₫        | 134 × 65 mm | Bleu foncé         | Hô Chi Minh | Centrale hydroélectrique de Tri An         | Coton          | 1991   |
| 5000 ₫        | 134 × 65 mm | Bleu foncé         | Hô Chi Minh | Plateformes de forage pétrolier à Vung Tau | Coton          | 1987   |

## Voir plus
- Dong (monnaie)
- Argent polymère au Vietnam
- Pièces de métal au Vietnam
- Dong Vietnamien
- Billet de 500 000 dongs
- Billet de 200 000 dongs
- Billet de 100 000 dongs
- Billet de 50 000 dongs
- Billet de 20 000 dongs
- Billet de 10 000 dongs
- Billet de 2000 dongs
- Billet de 1000 dongs
- Billet de 500 dongs
- Billet de 200 dongs
- Billet de 100 dongs
- Billet souvenir de 100 dongs
- Pièce de 200 dongs
- Billet souvenir de 50 dongs

## Référence
1. ↑  « TIỀN ĐANG LƯU HÀNH, Ngân hàng nhà nước Việt Nam », sbv.gov.vn